# Liste der Pfarren im Dekanat Laa-Gaubitsch
Das Dekanat Laa-Gaubitsch ist ein Dekanat im Vikariat Unter dem Manhartsberg der römisch-katholischen Erzdiözese Wien.

## Pfarren mit Kirchengebäuden und Kapellen
| Pfarre                 | Pfarrverband                        | Ink.                            | Seit              | Patrozinium                   | Kirchengebäude und Kapellen |                               |
| ---------------------- | ----------------------------------- | ------------------------------- | ----------------- | ----------------------------- | --- | ----------------------------- |
| Ameis                  | Minoriten Weinviertel               |                                 | vor 1300          | Hl. Nikolaus                  | Pfarrkirche Ameis Filialkirche Föllim | Pfarrkirche Ameis             |
| Asparn an der Zaya     | Minoriten Weinviertel               |                                 | um 1150           | Hl. Pankratius                | Pfarrkirche Asparn an der Zaya | Pfarrkirche Asparn            |
| Eichenbrunn            |                                     |                                 | urk. 1662         | Hl. Koloman                   | Pfarrkirche Eichenbrunn Kapelle Unsere liebe Frau in Röhrabrunn | Pfarrkirche Eichenbrunn       |
| Fallbach               | Unterm Staatzer Berg                |                                 | vor 1147          | Hl. Lambert                   | Pfarrkirche Fallbach Filialkirche Ungerndorf, Kapelle in Hagendorf, Lourdeskapelle | Pfarrkirche Fallbach          |
| Gaubitsch              |                                     |                                 | um 1055           | Hl. Stephan                   | Pfarrkirche Gaubitsch Kapelle in Kleinbaumgarten, Kapelle in Altenmarkt | Pfarrkirche Gaubitsch         |
| Gnadendorf             | Minoriten Weinviertel               |                                 | urk. 1197         | Hl. Johannes der Täufer       | Pfarrkirche Gnadendorf | Pfarrkirche Gnadendorf        |
| Grafensulz             | Minoriten Weinviertel               |                                 | urk. 1560         | Hl. Ägid                      | Pfarrkirche Grafensulz Kapelle im Pfarrhof Grafensulz | Pfarrkirche Grafensulz        |
| Großharras             |                                     | Souveräner Malteserorden (OMel) | nach 1207         | Allerheiligste Dreifaltigkeit | Pfarrkirche Großharras Kapelle in Diepolz | Pfarrkirche Großharras        |
| Hagenberg              | Unterm Staatzer Berg                |                                 | um 1250           | Hl. Ägidius                   | Pfarrkirche Hagenberg Kapelle in Altmanns, Kapelle in Friebritz | Pfarrkirche Hagenberg         |
| Hanfthal               |                                     |                                 | 1784              | Hl. Florian                   | Pfarrkirche Hanfthal | Pfarrkirche Hanfthal          |
| Kottingneusiedl        | Laa-Neudorf-Kottingneusiedl-Zlabern |                                 | 1950              | Maria Schutz                  | Pfarrkirche Kottingneusiedl | Pfarrkirche Kottingneusiedl   |
| Laa an der Thaya       | Laa-Neudorf-Kottingneusiedl-Zlabern |                                 | um 1200           | Hl. Veit                      | Katholische Pfarrkirche Laa an der Thaya Filialkirche Kellerhügel, Kirche im Bürgerspital Laa an der Thaya, Kapelle im Landespensionisten- und -pflegeheim Laa an der Thaya, Kapelle im Pfarrhof Laa an der Thaya | Pfarrkirche Laa               |
| Loosdorf               | Unterm Staatzer Berg                |                                 | um 1500, neu 1783 | Allerheiligste Dreifaltigkeit | Schlosspfarrkirche Loosdorf Privatkapelle | Pfarrkirche Loosdorf          |
| Michelstetten          | Minoriten Weinviertel               |                                 | 1128, neu 1760/61 | Hl. Veit                      | Pfarrkirche Michelstetten | Wehrkirche Michelstetten      |
| Neudorf im Weinviertel | Laa-Neudorf-Kottingneusiedl-Zlabern |                                 | 1784              | Hl. Nikolaus                  | Pfarrkirche Neudorf im Weinviertel Filialkirche Kirchstetten | Pfarrkirche Neudorf           |
| Patzmannsdorf          |                                     |                                 | um 1250           | Hl. Martin                    | Pfarrkirche Patzmannsdorf Kapelle in Patzenthal | Pfarrkirche Patzmannsdorf     |
| Pottenhofen            |                                     |                                 | 1784              | Hl. Florian                   | Pfarrkirche Pottenhofen | Pfarrkirche Pottenhofen       |
| Staatz                 | Unterm Staatzer Berg                |                                 | um 1100           | Hl. Martin                    | Pfarrkirche Staatz Kapelle in Ernsdorf, Kapelle in Waltersdorf bei Staatz | Pfarrkirche Staatz            |
| Stronsdorf             |                                     |                                 | vor 1160          | Mariä Himmelfahrt             | Pfarrkirche Stronsdorf Filialkirche Oberschoderlee, Kapelle in Unterschoderlee, Kapelle in Stronegg | Pfarrkirche Stronsdorf        |
| Unterstinkenbrunn      |                                     |                                 | 1893              | Hll. Peter und Paul           | Pfarrkirche Unterstinkenbrunn | Pfarrkirche Unterstinkenbrunn |
| Wenzersdorf            | Minoriten Weinviertel               |                                 | urk. 1783         | Mariä Verkündigung            | Pfarrkirche Wenzersdorf Kapelle zum guten Hirten in Zwentendorf | Pfarrkirche Wenzersdorf       |
| Wildendürnbach         |                                     |                                 | nach 1400         | Hl. Petrus                    | Pfarrkirche Wildendürnbach Filialkirche Neuruppersdorf Mariahilf | Pfarrkirche Wildendürnbach    |
| Wultendorf             | Unterm Staatzer Berg                |                                 | um 1300, neu 1653 | Hl. Kunigunde                 | Pfarrkirche Wultendorf | Pfarrkirche Woltendorf        |
| Wulzeshofen            |                                     |                                 | 1754              | Hl. Johannes der Täufer       | Pfarrkirche Wulzeshofen | Pfarrkirche Wulzeshofen       |
| Zlabern (Expositur)    | Laa-Neudorf-Kottingneusiedl-Zlabern |                                 | 1952              | Hl. Antonius von Padua        | Pfarrkirche Zlabern | Pfarrkirche Zlabern           |
| Zwingendorf            |                                     |                                 | 1784              | Hl. Laurentius                | Pfarrkirche Zwingendorf | Pfarrkirche Zwingendorf       |

## Dekanat Laa-Gaubitsch
Das Dekanat umfasst 26 Pfarren und eine Expositur im Weinviertel im nördlichen Niederösterreich.
Diözesaner Entwicklungsprozess
Am 29. November 2015 wurden für alle Pfarren der Erzdiözese Wien Entwicklungsräume definiert. Die Pfarren sollen in den Entwicklungsräumen stärker zusammenarbeiten, Pfarrverbände oder Seelsorgeräume bilden. Am Ende des Prozesses sollen aus den Entwicklungsräumen neue Pfarren entstehen. Im Dekanat Laa-Gaubitsch wurden zusammen mit den am 1. September 2016 hinzugekommenen Pfarren folgende Entwicklungsräume festgelegt:
- Hanfthal, Kottingneusiedl, Laa an der Thaya, Neudorf im Weinviertel, Pottenhofen, Wildendürnbach, Wulzeshofen und Zlabern
- Eichenbrunn, Gaubitsch, Großharras, Patzmannsdorf, Stronsdorf, Unterstinkenbrunn und Zwingendorf
- Fallbach, Hagenberg, Loosdorf, Staatz und Wultendorf
- Ameis, Asparn an der Zaya, Gnadendorf, Grafensulz, Michelstetten und Wenzersdorf

Das Dekanat Ernstbrunn wurde am 1. September 2016 aufgelöst und die Pfarren Ameis, Asparn an der Zaya, Gnadendorf, Grafensulz, Michelstetten und Wenzersdorf wurden Teil des Dekanats Laa-Gaubitsch. Seit 1., September 2020 bilden die sechs Pfarren den Pfarrverband Minoriten Weinviertel. Am Pfingstmontag, den 1. Juni 2020 startete der Pfarrverband Laa-Neudorf-Kottingneusiedl-Zlabern.

## Dechanten
- 2004–2009 Christoph Goldschmidt, Pfarrer in Laa an der Thaya und Kottingneusiedl[5]
- seit 2009 Christian Wiesinger, Pfarrer in Gaubitsch, Unterstinkenbrunn, Eichenbrunn und Patzmannsdorf[6]